# Conesville (Iowa)
Conesville – miasto w Stanach Zjednoczonych, w stanie Iowa, w hrabstwie Muscatine. 

## Demografia
Zgodnie ze spisem statystycznym z 2000, miasto liczyło 424 mieszkańców. W 2023 liczba mieszkańców spadła do 346 osób, a gęstość zaludnienia do 372 osób/km².